# Arrondissement d'Haldensleben

Armoiries de l'arrondissement d'Haldensleben

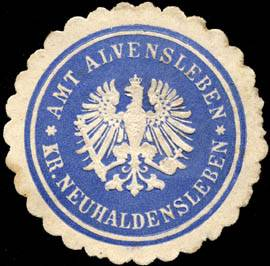
Sceau Bureau d'Alvensleben - arrondissement de Neuhaldensleben

L'arrondissement de Haldensleben, jusqu'en 1938 arrondissement de Neuhaldensleben, est un arrondissement de la province prussienne de Saxe, plus tard de l'état de Saxe-Anhalt de la zone d'occupation soviétique et de la RDA. Il existe entre 1816 et 1952.

## Histoire
En raison de la paix de Westphalie de 1648, le duché de Magdebourg est rattaché en 1680 au Brandebourg-Prusse. En 1716, lors d'une réorganisation administrative, l'arrondissement d'Holz, est divisé en trois arrondissements, les villes et les communes du futur arrondissement de Neuhaldensleben formant le "3e arrondissement". En raison de la perte de la guerre 1806/07 contre la France napoléonienne, la Prusse doit céder, lors de la paix de Tilsit, tous les territoires situés à l'ouest de l'Elbe, qui sont attribués par Napoléon au nouveau royaume de Westphalie. Le secteur de district est venu au district de Neuhaldensleben du département de l' Elbe.
Dans le cadre de la division en arrondissements de la Prusse après le Congrès de Vienne, le district de Neuhaldensleben est créé le 1er juillet 1816 dans la district de Magdebourg dans la province de Saxe. Le bureau de l'arrondissement est dans la ville de Neuhaldensleben.
Le 30 septembre 1929, une réforme territoriale a lieu en Prusse, au cours de laquelle presque tous les districts de domaine sont dissous et attribués à des communes voisines. Le district du manoir de Gehringsdorf à l'arrondissement de Wanzleben est intégré à la commune de Wormsdorf du district de Neuhaldensleben.
Depuis la fusion d'Althaldensleben et de Neuhaldensleben pour former la ville d'Haldensleben le 4 avril 1938, l'arrondissement porte également ce nouveau nom.
Le 1er avril 1941, le nouveau district du domaine militaire d'Hillersleben est créé. Après la dissolution de la province de Saxe le 1er juillet 1944, l'arrondissement fait partie de la nouvelle province de Magdebourg. En avril 1945, l'arrondissement est occupé par les troupes de l'armée américaine.

### Zone d'occupation soviétique / République démocratique allemande
Dans le cadre de la délimitation des zones d'occupation après la Seconde Guerre mondiale, la commune de Preußisch Offleben est transférée en été 1945 dans l'arrondissement de Helmstedt en zone d'occupation britannique et est fusionnée avec la commune d'Offleben. Le 1er juillet 1950, une première réforme administrative (de) a lieu en RDA :
- Les communes d'Ausleben, Barneberg, Hötensleben, Ohrsleben et Wackersleben sont transférées de l'arrondissement d'Haldensleben à l'arrondissement d'Oschersleben-sur-la-Bode (de).
- Les communes de Behnsdorf, Belsdorf, Berenbrock, Born, Böddensell, Calvörde, Dorst, Döhren, Eickendorf, Eschenrode, Everingen, Flechtingen, Weferlingen, Hasselburg, Hödingen, Klinze, Ribbensdorf, Seggerde, Uthmöden, Walbeck et Wieglitz sont transférées de l'arrondissement de Gardelegen (de) à l'arrondissement d'Haldensleben.

Dans le cadre de la grande réforme administrative du 25 juillet 1952 (de), il y a d'autres changements de territoire :
- Les communes d'Eilsleben, Ovelgünne, Ummendorf, Wefensleben et Wormsdorf sont transférées de l'arrondissement d'Haldensleben à l'arrondissement de Wanzleben.
- Les communes d'Harbke, Marienborn, Sommersdorf et Völpke sont transférées de l'arrondissement d'Haldensleben à l'arrondissement d'Oschersleben (de).
- Toutes les autres communes de l'arrondissement d'Haldensleben, ainsi que les communes de Bösdorf, Klüden, Etingen, Gehrendorf, Kathendorf, Lockstedt, Mannhausen, Velsdorf et Wegenstedt de l'arrondissement de Gardelegen, forment l'arrondissement d'Haldensleben (de), qui est affecté au nouveau district de Magdebourg.

Les plaques d'immatriculation sont H ou M de 1953 à 1990.

### République fédérale d'Allemagne
En 1994, l'arrondissement fusionne avec l'arrondissement de l'Ohre, qui à son tour fusionne avec l'arrondissement de la Börde en 2007.

## Évolution de la démographie
| Année | Habitants | Source |
| ----- | --------- | ------ |
| 1816  | 31 293    | [ 2 ]  |
| 1843  | 39 836    | [ 3 ]  |
| 1871  | 50 008    | [ 4 ]  |
| 1890  | 60 957    | [ 5 ]  |
| 1900  | 65 551    | [ 5 ]  |
| 1910  | 68 087    | [ 5 ]  |
| 1925  | 68 006    | [ 5 ]  |
| 1933  | 67 180    | [ 5 ]  |
| 1939  | 67 573    | [ 5 ]  |
| 1946  | 93 595    | [ 6 ]  |

## Constitution jusqu'en 1945
L'arrondissement d'Haldensleben est divisé en une ville, en communes et - jusqu'à leur dissolution presque complète en 1929 - en districts de domaine indépendants. Avec l'introduction de la loi constitutionnelle prussienne sur les communes du 15 décembre 1933 et le code communal allemand du 30 janvier 1935, le principe du leader est imposé au niveau communal. Une nouvelle constitution de l'arrondissement n'est plus créée; les règlements d'arrondissement pour les provinces de Prusse-Orientale et Occidentale, de Brandebourg, de Poméranie, de Silésie et de Saxe du 19 mars 1881 est toujours en vigueur.

## Administrateurs de l'arrondissement
- 1816–1826 Leopold von der Schulenburg (de)
- 1827– Otto August von Veltheim
- 1848 Bechtold von Ehrenschwerdt
- 1851–1855 Bernhard von der Schulenburg-Altenhausen (de)
- 1855–1863 Heinrich von Nathusius (de)
- 1863–1900 Frédéric-Joachim d'Alvensleben
- 1900–1913 Hans von Krosigk (de)
- 1913–1919 Hans Ludolf von Kotze (de)
- 1923–1927 Louis Hähnsen (de) (SPD)

## Villes et communes

### Situation en 1945
En 1945, l'arrondissement d'Haldensleben comprend la ville d'Haldensleben, 54 autres communes et deux districts du manoir non constitués en commune.
| - Ackendorf - Alleringersleben - Altenhausen - Alvensleben - Ausleben - Badeleben - Barneberg - Bartensleben - Beendorf - Belsdorf - Bodendorf - Bornstedt - Bregenstedt - Bülstringen | - Dönstedt - Eilsleben - Eimersleben - Emden - Erxleben - Groppendorf - Groß Santersleben - Hakenstedt - Haldensleben, ville - Harbke - Hillersleben - Hörsingen - Hötensleben - Hundisburg | - Ivenrode - Marienborn - Morsleben - Neuenhofe - Nordgermersleben - Ohrsleben - Ostingersleben - Ovelgünne - Preußisch Offleben - Rottmersleben - Satuelle - Schackensleben - Schwanefeld - Siegersleben | - Sommerschenburg - Sommersdorf - Süplingen - Tundersleben - Uhrsleben - Ummendorf - Vahldorf - Völpke - Wackersleben - Warsleben - Wedringen - Wefensleben - Wormsdorf |

L'arrondissement comprend également le district du domaine militaire d'Hillersleben et le district du domaine forestier de Letzlinger Heide.

### Communes dissoutes avant 1945
- Althaldensleben et Neuhaldensleben fusionnent pour former la ville de Haldensleben en 1938
- Dorf Alvensleben et Markt Alvensleben fusionnent pour former la commune d'Alvensleben en 1928
- Groß Rottmersleben, 1928 à Rottmersleben
- Klein Bartensleben, 1928 à Bartensleben
- Klein Santersleben, 1929 à Schackensleben
- Wulfersdorf, 1936 à Harbke